# Orson Krennic
Personnage de fiction apparaissant dans
Star Wars.
Orson Callan Krennic, plus couramment connu comme Orson Krennic, est un personnage fictif de la saga cinématographique Star Wars, apparaissant principalement dans le film dérivé Rogue One: A Star Wars Story.
Il est un officier de la République, puis de l'Empire galactique, et le superviseur du projet de construction de l'Étoile de la mort. Il est interprété au cinéma par l'acteur Ben Mendelsohn.

## Biographie fictive

### Sous la République
Krennic naît sur Lexrul en 51 av. BY. Il vit alors dans une famille modeste, et seule son intelligence lui permet de gagner de l'importance, jusqu'au poste de directeur de la construction de l'Étoile de la mort,.
Il rencontre dans le programme Futurs de la République le futur ingénieur Galen Erso.
Il rejoint ensuite le Corps des ingénieurs de la République. Il entre alors dans la Cellule de conseil stratégique, ce qui l’intègre au projet de station de combat prévu par la République pour contrer les Séparatistes.
En tant que superviseur du chantier, Krennic doit surveiller Poggle le Bref. En effet, l'Étoile de la mort est dans un premier temps construite par les Géonosiens, dirigés par Poggle, ancien leader séparatiste.
Entre-temps, il libère Galen Erso d'une prison séparatiste afin qu'il ait une dette envers lui et travaille sur l'Étoile de la mort (sans qu'Erso sache qu'il s'agit d'une arme destructrice mais en le laissant croire qu'il agit pour le bien des populations défavorisées de la galaxie).

### Sous l'Empire
Krennic continue de diriger la construction de l'Étoile de la mort, sous la dénomination « Projet Nébuleuse ». Il exploite son « ami » Galen Erso et l'incite à faire des recherches sur les cristaux kyber, tout en lui cachant qu'il compte s'en servir pour détruire des planètes.
Galen Erso, sa femme et sa fille s'enfuient, et Krennic doit les chercher et les trouver lui-même sur Lah'mu, accompagné de Death Troopers, soldats d'élite de l'Empire galactique. Il y fait tuer Lyra, la femme de Galen, et fait enlever ce dernier, tandis que leur fille, Jyn, parvient à se cacher, puis à s'échapper avec l'aide de Saw Gerrera.

#### 1 av. B.Y.
Krennic tente d'arrêter la production des TIE Defenders du Grand Amiral Thrawn afin que les fonds alloués par l'Empire galactique soient redirigés vers le chantier qu'il dirige : l'Étoile de la mort. Dans le même temps, il doit faire face à son rival, le Grand Moff Wilhuff Tarkin, qui cherche à le manipuler dans le but de prendre le contrôle du projet de station spatiale.
En réponse, Thrawn, dans un acte de représailles subtil, recommande que Dark Vador prenne en charge la sécurité de l'Étoile de la mort. Conscient de l'animosité entre le Seigneur Sith et Krennic, et du rapport de force en faveur du premier, Thrawn y voit une manière indirecte d'affaiblir son concurrent.

##### Décès
Krennic apprend qu'un ingénieur a saboté l'Étoile de la mort. Il se rend donc au centre de recherches impérial sur Eadu pour y découvrir le responsable. Il découvre qu'il s'agit en fait de Galen Erso, qui est alors lui-même tué par l'Alliance rebelle dans un raid aérien.
La fille de Galen, Jyn, participe à la mission des Rebelles sur Scarif afin de découvrir la faille que Galen a créé dans l'Étoile de la mort. Là, elle y affronte Krennic.
Finalement, le Grand Moff Tarkin rase la base impériale de Scarif, où se trouvent les données sur le point faible de la station, à l'aide du super-laser de l'Étoile de la mort. Par conséquent, cela provoque la mort de Krennic, des forces impériales et des membres du commando rebelle encore en vie présents sur la planète.
Ainsi, malgré de lourdes pertes humaines, la Rébellion remporte une victoire stratégique décisive. Krennic est tué par sa propre création. Grâce à l'opération menée sur Scarif, l'Alliance rebelle réussit à récupérer les plans de la station, révélant la faille dans sa conception. Peu après, l’Étoile de la mort est détruite lors de la bataille de Yavin, entraînant la mort du Grand Moff Tarkin et de plusieurs officiers impériaux de haut rang.

## Équipement

### Uniforme
Krennic porte un uniforme blanc, marque de prestige, habituellement arboré par les agents des Renseignements Impériaux (aussi appelés BSI : Bureau de Sécurité Impériale), comme Wullf Yularen, mais il porte aussi une cape, spécificité peu commune dans l'Armée impériale (dans les films, seul Vador est aussi aperçu en portant une).
Du temps des évènements du film Rogue One, l'insigne d'officier sur son uniforme (six carrés rouges en haut, six bleus en bas) correspond à celui des amiraux de la Marine impériale comme l'amiral Ozzel puis son successeur Firmus Piett.

### Arme
Krennic possède un blaster lourd DT-29 personnalisé. Cela lui permet de participer aux combats directement.
En effet, contrairement à la majorité des officiers haut gradés de l'Empire, il pense que le commandement des troupes doit s'effectuer sur le terrain, et non sur une passerelle de vaisseau amiral par exemple.
Ce blaster apparaît notamment dans le jeu vidéo Star Wars Battlefront, sorti en 2015.

### Vaisseau
Il se déplace à bord d'une navette T-3c de classe Delta, et non de classe Lambda, contrairement à la majorité des dignitaires impériaux. La navette de classe Delta se démarque des navettes de classe Lambda surtout par sa longueur, de 14,9 m, sa couleur noire et sa structure pyramidale. Elle possède cependant les mêmes ailes latérales mobiles avec un aileron central fixe,.
Son atout principal n'est pas la discrétion, mais plutôt l'effroi provoqué chez les ennemis de l'Empire à la vue de la navette.

## Personnalité
Orson Krennic, comme Dark Sidious ou Tarkin, manifeste un talent particulier pour la manipulation et l'intrigue politique, en raison de sa grande intelligence. Il s'arrange pour monter dans la hiérarchie, notamment en tentant de se rapprocher de haut-gradés comme le Grand Vizir Mas Amedda. Il se démarque des autres en essayant de manipuler des individus pourtant intelligents et compétents, comme l'ingénieur Galen Erso ou le Grand Amiral Thrawn. Krennic est conscient qu'ils ne comprennent pas aussi efficacement la politique que lui et sont par conséquent influençables,.
Mendelsohn, son interprète dans Rogue One, affirme à propos de son personnage : « Il est essentiellement un étranger. C'est un étranger dans la mesure où il n'est pas un gars de classe officier né, c'est un gars qui a gravi les échelons et considère qu'une grande partie de la classe d'officier ne vaut pas vraiment la peine. ».
Par son comportement, Krennic reflète précisément l'opinion publique au sein de l'Empire, s'accordant très bien avec la mentalité de son équipe.

## Relations avec les autres membres de l'Empire
Les grands dirigeants de l'Empire apprécient peu Krennic, notamment à cause de ses origines modestes, un contraste avec l'aristocratie qui dirige l'Empire, mais aussi ses compétences de manipulation.

### Grand Moff Tarkin
Une rivalité naît entre Krennic et Tarkin pour le commandement de l'Étoile de la mort. L'un est Grand Moff et se doit d'instaurer l'ordre dans la Bordure extérieure, l'autre a dirigé la construction de la station de combat.
Tarkin profite alors de toutes les occasions qui s'offrent à lui pour expliciter toutes les erreurs de Krennic afin de le discréditer, ou mieux encore, le faire éliminer. Il aide notamment Thrawn à gagner un pari fait avec Krennic et décide même de tuer ce dernier personnellement avec l'Étoile de la mort après en avoir pris le commandement.

### Dark Vador
Comme la majorité des membres de l'Empire, Krennic craint Vador. Cependant, il le craint moins que de nombreux officiers. Lui et son équipe méprisent l'Empereur et son bras-droit, mais cachent leurs pensées. Seulement, les Sith peuvent prendre connaissance de ces pensées grâce à la Force, et Vador n'hésite pas à étrangler Krennic lorsqu'il en a l'occasion, pour lui rappeler envers qui doit aller sa loyauté, sans s'opposer ensuite à l'exécution organisée par Tarkin.

### Grand Amiral Thrawn
Krennic cherche à arrêter la construction des TIE Defenders de Thrawn au profit de l'Étoile de la mort, tandis que Thrawn ne tente rien contre la station de combat.
Il n'accepte pas la nomination de Thrawn en tant qu'officier, et en particulier en tant que Grand Amiral, à cause de son espèce. En effet, comme de nombreux impériaux, Krennic est xénophobe sans le cacher et croit à la supériorité de l'espèce humaine sur les autres espèces de la galaxie.
Thrawn réussit tout de même, contrairement à ses habitudes, à se venger, en demandant que Vador travaille avec Krennic au projet Étoile de la mort, pour le garder sous son contrôle.

### Galen Erso
C'est grâce à Krennic que Galen Erso a rejoint l'Empire, mais c'est aussi à cause de lui s'il a par la suite fui l'Empire et assisté à l'exécution de sa femme et à la perte de sa fille.
En effet, ils s'entendent d'abord assez bien, étant même amis dans leur jeunesse. Lorsque Galen est capturé par la Confédération des systèmes indépendants, Krennic le sauve et Galen accepte alors de travailler pour la République. Cependant, Orson cache à son ami qu'ils travaillent en fait à la construction de l'Étoile de la mort, une arme destructrice, alors que Galen est profondément pacifiste. Découvrant le projet impérial, Galen fuit avec sa femme et sa fille, avant d'être enlevé de force et séparé de sa famille par Krennic, et de voir sa femme tuée par ses soldats. L'amitié disparaît alors totalement entre Galen et Orson.

## Création du personnage
Le directeur de la création d'Industrial Light & Magic, John Knoll, crédité pour l'histoire de Rogue One, déclare à Vanity Fair en 2016 qu'il avait conçu l'intrigue du film tout en travaillant en tant que superviseur des effets visuels sur le film de 2005, Star Wars, épisode III : La Revanche des Sith. En entendant parler du développement d'une série télévisée Star Wars en live-action, il conçoit une histoire, inspirée par un point de l'intrigue mentionné dans le texte déroulant d'ouverture du film original de 1977, qui deviendra finalement un film, Rogue One.
En mars 2015, il est annoncé que Ben Mendelsohn a été choisi pour jouer le rôle principal dans Rogue One. Mendelsohn déclare dans une interview qu'il avait appris son casting pendant le tournage de la série Bloodline, en train de dîner dans un restaurant avec le réalisateur Gareth Edwards : « Il [Edwards] m'a raconté l'histoire et il m'a parlé du personnage, puis il a dit : "Je veux que vous le fassiez" ».
Mendelsohn ajoute que sa réponse favorable a été immédiate.
Une autre fin prévue pour le film présente Krennic survivant aux événements sur Scarif avant d'être tué par Dark Vador pour ne pas avoir pu empêcher le vol des plans de l'Étoile de la mort. La scène est coupée car les écrivains avaient du mal à justifier pourquoi Krennic aurait survécu à l'explosion causée par l'Étoile de la mort.
L'intrigue de Rogue One, et notamment le personnage de Krennic, change fortement entre la première version du scénario et le film final sorti en salles d'après Ben Mendelsohn lui-même, qui confirme avoir joué dans un film très différent de celui qui sort finalement.
De plus, Krennic est en partie basé sur Leslie Groves, l'homme chargé de mener le projet Manhattan durant la Seconde Guerre mondiale.